# Ruisseau des Cloux
Le ruisseau des Cloux est un ruisseau du département de la Côte-d'Or, en France et un affluent de la Dheune. Il a une longueur de 15,62 km.

## Hydrographie

### Source
Le ruisseau des Cloux prend sa source au Nord-Est de la commune de La Rochepot au bord de la Route D973.

### Affluents
- Ruisseau du Verger (2,74km) en provenance de Saint-Romain.

### Principales communes
La Rochepot, Auxey-Duresses, Meursault, Tailly, Merceuil.